# Чернореченский сельсовет (Новосибирская область)
Чернореченский сельсовет — сельское поселение в Искитимском районе Новосибирской области Российской Федерации.
Административный центр — посёлок Чернореченский.

## История
Статус и границы сельского поселения установлены Законом Новосибирской области от 2 июня 2004 года № 200-ОЗ «О статусе и границах муниципальных образований Новосибирской области»

## Население
| 2002  | 2010  | 2012  | 2013  | 2014  | 2015  | 2016  |
| ----- | ----- | ----- | ----- | ----- | ----- | ----- |
| 3870  | ↗3945 | ↗4085 | ↗4206 | ↗4270 | ↗4297 | ↘4282 |
| 2017  | 2018  | 2019  | 2020  | 2021  |       |       |
| ↗4323 | ↗4381 | ↘4371 | ↘4339 | ↘4285 |       |       |

## Состав сельского поселения
| № | Населённый пункт | Тип населённого пункта          | Население |
| - | ---------------- | ------------------------------- | --------- |
| 1 | Александровский  | посёлок                         | ↘316      |
| 2 | Койниха          | посёлок                         | ↘335      |
| 3 | Рощинский        | посёлок                         | ↘533      |
| 4 | Рябчинка         | посёлок                         | ↘201      |
| 5 | Старый Искитим   | село                            | ↘706      |
| 6 | Чернореченский   | посёлок, административный центр | ↗1854     |